# 孫兌迎
孫兌迎（1980年8月19日—），韓國女演員。2000年韓國小姐選美大會上，獲得第三名，因此進入了演藝圈。常譯作孫太英、孫泰英。
2008年9月28日，孫兌迎和權相佑奉子成婚，2009年生下兒子，2015年生下女兒。姊姊孫慧林的丈夫為新世紀鋼琴演奏家李闰珉。

## 演出作品

### 電視劇
- 2001年：KBS《純潔的愛》
- 2003年：KBS《一百萬支玫瑰》
- 2005年：SBS《嫁給百萬富翁》飾演 鄭秀敏
- 2005年：SBS《淵蓋蘇文》飾演 梨花
- 2006年：MBC《Best劇場－對海說》飾演 皮海
- 2006年：CGV《冻结》饰演 梨花
- 2007年：KBS《我是老師》飾演 申素兒
- 2008年：SBS《一枝梅》飾演 李緣
- 2009年：SBS《兩個妻子》飾演 韓智淑
- 2013年：SBS《野王》飾演 酒吧顧客（客串）
- 2013年：KBS《最佳李純信》飾演 李慧信
- 2014年：TV朝鮮《火花裡》飾演 久美子
- 2016年：tvN《THE K2》飾演 嚴慧琳（客串）
- 2017年：MBC《你太過分了》飾演 洪允熙

### 電影
- 2004年：《浪漫鬼屋》
- 2005年：《戀人絮語》
- 2006年：《京義線》
- 2007年：《等到瘋狂》
- 2008年：《男友從軍記》
- 2013年：《PK白富美》

### MV
- 2002年：李秀英《La La La》+《債》（與鄭在詠、趙胤熙、韓智慧、李宗秀）
- 2005年：Youme《回憶由時間擦掉》（與金聖洙）
- 2008年：Revi《總是在我身邊》

### 綜藝
| 日期          | 頻道 | 節目名稱       |
| 2015年        | MBC  | 隔壁的CEO們    |
| 2016年-2017年 | KBS  | 做家務的男人們 |

## 外部連結
- 孫兌迎的Instagram帳戶
- 官方網站

1. ↑  H8 company官方FB中文個人資料
2. ↑  2000 韩国小姐奖